# Saint-Pierre-des-Ormes
Saint-Pierre-des-Ormes ist eine französische Gemeinde mit 212 Einwohnern (Stand: 1. Januar 2022) im Département Sarthe in der Region Pays de la Loire; sie gehört zum Arrondissement Mamers und zum Kanton Mamers. Die Einwohner werden Pétriormois genannt.

## Geographie
Saint-Pierre-des-Ormes liegt etwa 36 Kilometer nordnordöstlich von Le Mans. Umgeben wird Saint-Pierre-des-Ormes von den Nachbargemeinden Origny-le-Roux im Norden, Saint-Fulgent-des-Ormes im Nordosten, Saint-Cosme-en-Vairais im Süden und Osten, Moncé-en-Saosnois im Südwesten, Saint-Vincent-des-Prés im Westen sowie Saint-Rémy-des-Monts im Nordwesten.

## Bevölkerungsentwicklung
| 1962                      | 1968 | 1975 | 1982 | 1990 | 1999 | 2006 | 2013 |
| ------------------------- | ---- | ---- | ---- | ---- | ---- | ---- | ---- |
| 317                       | 308  | 242  | 201  | 202  | 226  | 225  | 228  |
| Quelle: Cassini und INSEE |      |      |      |      |      |      |      |

## Sehenswürdigkeiten
- Kirche Saint-Pierre aus dem 11. Jahrhundert